# Call It Like I See It
Call It Like I See It es una canción de la agrupación estadounidense Big Time Rush que fue lanzada al mercado musical el 13 de diciembre de 2021 como adelanto del cuarto trabajo discográfico del grupo, previsto para algún momento de 2022. La canción se convierte en el primer lanzamiento de la agrupación después de siete años de ausencia de los escenarios
Esta canción ha llegado a estar top 1 en México, top 7 en USA e incluso top 35 en España en iTunes.

## Antecedentes
El 20 de abril de 2020, la banda se reunió virtualmente, ya que subieron un video en las plataformas de medios sociales de la banda, compartiendo algunos mensajes con sus fans a causa de la pandemia de COVID-19. El 16 de junio, la banda lanzó una versión acústica de "Worldwide". En diciembre de 2020, James Maslow subió un vídeo de la banda haciendo una versión de su canción "Beautiful Christmas." El 19 de julio de 2021, el grupo anunció sus planes de realizar una pequeña gira de conciertos en diciembre de 2021.
El 19 de julio de 2021, el grupo anunció oficialmente su regreso con un vídeo de reunión anunciando sus planes de realizar dos shows de reunión en diciembre de 2021, incluyendo un show el 15 de diciembre en el Chicago Theatre, y un show en el Hammerstein Ballroom el 18 de diciembre en la ciudad de Nueva York. El grupo también se encuentra preparando el lanzamiento de su cuarto trabajo discográfico a ser lanzado en algún momento de 2022.
El 1 de diciembre de 2021, el grupo anunció su sencillo Call It Like I See It cuyo lanzamiento fue el 13 de diciembre del mismo año.

## Lista de canciones
- Descarga digital y streaming

1. «Call It Like I See It»[8]